# Rubinowka (Kaliningrad)
Rubinowka (russisch Рубиновка, deutsch Rauben, vor 1905 auch: Degelgirren) ist ein kleiner Ort in der russischen Oblast Kaliningrad. Er gehört zur kommunalen Selbstverwaltungseinheit Munizipalkreis Osjorsk.

## Geographische Lage
Rubinowka liegt etwa neun Kilometer westlich der Rajonstadt Osjorsk (Darkehmen/Angerapp) an der Kommunalstraße 27K-119 von Lwowskoje (Gudwallen) nach Nowostrojewo (Trempen). Ein Bahnanschluss besteht nicht.

## Geschichte
Das frühere Rauben (im Landkreis Darkehmen, im Unterschied zum gleichnamigen Ort im Landkreis Insterburg, der heute nicht mehr existent ist), zählte im Jahre 1818 107 Einwohner, deren Zahl bis 1863 auf 150 anstieg. 
Am 6. Mai 1874 wurde die Landgemeinde Rauen dem neu eingerichteten Amtsbezirk Groß Ragauen im Kreis Darkehmen zugeordnet. Im Jahre 1905 (oder unwesentlich früher) ging der Nachbarort Degelgirren in der Landgemeinde Rauben auf. Im Jahre 1907 lebten 95 Menschen in Rauben (– Degelgirren). Ihre Zahl stieg bis 1925 auf 124, betrug 1933 noch 119 und 1939 122.
Infolge des Zweiten Weltkrieges kam Rauben wie das gesamte nördliche Ostpreußen unter sowjetische Administration. 1947 erhielt der Ort den russischen Namen Rubinowka und wurde gleichzeitig dem Dorfsowjet Otradnowski selski Sowet im Rajon Osjorsk zugeordnet. 1963 gelangte Bogdanowo in den neu gebildeten Lwowski selski Sowet. Von 2008 bis 2014 gehörte der Ort zur Landgemeinde Krasnojarskoje selskoje posselenije, von 2015 bis 2020 zum Stadtkreis Osjorsk und seither zum Munizipalkreis Osjorsk.

## Kirche
Die mehrheitlich evangelische Bevölkerung von Raugen (– Degelgirren) war vor 1945 in das Kirchspiel Ballethen (seit 1946: Sadowoje) eingepfarrt. Es lag im Kirchenkreis Darkehmen (1938–1946 Angerapp, seit 1946: Osjorsk) in der Kirchenprovinz Ostpreußen der Kirche der Altpreußischen Union.
Das Kirchspiel Ballethen wurde 1599 aus dem Kirchspiel Trempen (seit 1946: Nowostrojewo) ausgegliedert. Ein Visitationsbericht aus dem Jahre 1590, in dem die damaligen Kirchspiele abgegrenzt werden, nennt unter den damals zum Kirchspiel Szabienen (mit Sitz im heute in Polen gelegenen Klein Szabienen (1936–1938 Klein Schabienen, 1938–1946 Kleinlautersee, seit 1946: Żabin)) gehörenden Orten das Dorf Degelgirren.
Während der Zeit der Sowjetunion waren alle kirchlichen Aktivitäten untersagt. Erst in den 1990er Jahren bildeten sich in der inzwischen russischen Oblast Kaliningrad neue evangelische Gemeinden. Rubinowka liegt jetzt im Einzugsbereich der Gemeinde der Salzburger Kirche in Gussew (Gumbinnen). Sie hat sich der ebenfalls neu gegründeten Propstei Kaliningrad in der Evangelisch-Lutherischen Kirche Europäisches Russland (ELKER) zugeordnet.